# Xu Linyin
Xu Linyin (chinesisch 徐林胤; * 20. März 1986 in Shanghai) ist ein chinesischer Beachvolleyballspieler.

## Karriere
2005 absolvierte Xu in Brasilien sein erstes gemeinsames Turnier mit seinem langjährigen Partner Wu Penggen. Bei der Weltmeisterschaft in Gstaad belegten sie 2007 einen guten fünften Platz. Xu wurde 2007 als FIVB Most Improved Player ausgezeichnet. Bei den Olympischen Spielen 2008 in Peking schafften Wu/Xu es vor eigenem Publikum als Neunte ebenfalls in die Top Ten. Danach trennten sich Xu und Wu für ein Jahr, um seit Ende 2009 wiedervereint auf die Erfolgsspur zurückzufinden. 2010 gelangen Wu/Xu mit den Turniersiegen in Moskau und Marseille ihre größten Erfolge. Xu erhielt 2010 die Auszeichnung als FIVB Most Inspirational. 2012 nahmen Xu/Wu in London zum zweiten Mal an Olympischen Spielen teil.